# 哈姆林鎮區 (堪薩斯州布朗縣)
哈姆林鎮區（英語：Hamlin Township）為位在美國堪薩斯州布朗縣的鎮區。2010年美国人口普查中該鎮區人口有335人。

## 地理
哈姆林鎮區涵蓋面積105.93平方（40.90平方英里），境內擁有兩座城鎮：哈姆林和里瑟夫。

### 溪流
通過此鎮區的溪流有：
- Euchre溪
- 斯普林支流（Spring Branch）
- Terrapin溪
- 沃爾納特溪（Walnut Creek）

## 人口統計
根據2010年美國人口普查，哈姆林鎮區人口有335人，人口密度為3.16人/平方公里。種族方面，92.84%為白人；0.9%為非裔美洲人；4.18%為美洲原住民；0%為亞洲人；0%為太平洋島民；0.6%為其他種族；另外有1.49%為兩個或以上的種族。而西班牙裔美國人或拉丁美洲人佔該鎮區人口的2.69%。

## 外部連結
- USGS Geographic Names Information System (GNIS)（页面存档备份，存于）
- US-Counties.com
- City-Data.com（页面存档备份，存于）